# Moerassen van Centla

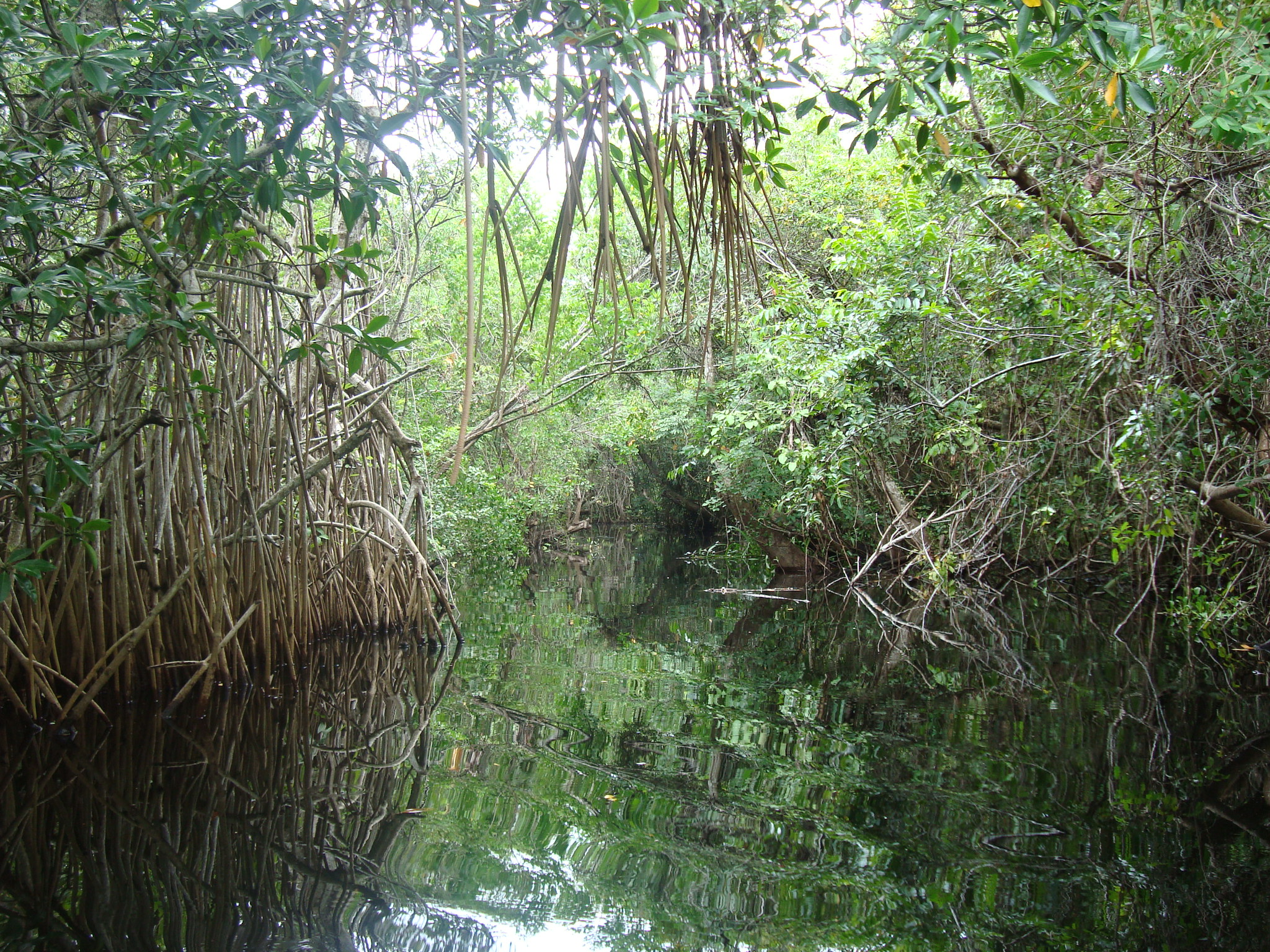
Moerassen van Centla

De Moerassen van Centla (Spaans: Pantanos de Centla) zijn een gebied van wetlands in de Mexicaanse staat Tabasco. De moerassen zijn een biosfeerreservaat sinds 1992.
De moerassen beslaan een gebied van 17.200 vierkante kilometer in Tabasco en buurstaat Campeche. De moerassen van Centla vormen de delta van de Río Usumacinta en de Río Grijalva, en staan in verbinding met de Laguna de Términos in Campeche. De regio bestaat uit wetlands die het hele jaar onder water staan, zoetwatermoerasbossen die tijdens het regenseizoen in de zomer overstromen en brakwatermangroves bij de monding van de Usumacinta.